# Château d'Artangues
Le château d'Artangues ou Artanges est un château fort situé à Chareil-Cintrat, en France.

## Localisation
Le château est situé au milieu de la commune de Chareil-Cintrat, en face de la mairie, dans le département de l'Allier, en région Auvergne-Rhône-Alpes.

## Description
Le château présente un ensemble de bâtiments servant d'habitation ou de grange dont certains sont en ruines. Le mur d'enceinte à l'intérieur duquel se trouve la plupart des édifices est encore visible. À l'intérieur de ce mur cantonné de deux tours, se trouvent deux maisons et un petit château, ainsi qu'une tour.

## Historique
L'édifice est inscrit au titre des monuments historiques par arrêté du 16 juin 1978.